# Смирнов, Павел Степанович
Павел Степанович Смирнов (1855, Абаканское, Енисейская губерния — 2 ноября 1914, Томск) — городской голова Красноярска с 1910 по 1914 г.

## Биография
Родился в 1855 году в семье священника села Абаканского.
Получил среднее образование в Томском духовном училище, высшее образование — в Казанском университете на отделении фармакологии. Деньги на учебу зарабатывал самостоятельно — репетиторством, перепиской бумаг, и т. д. В Сибирь вернулся с дипломом провизора, остановился в Красноярске, где жил его дядя Афанасий Григорьевич Смирнов.
Женился на дочери золотопромышленника Кускова Ивана Васильевича — Софье Ивановне. На деньги, полученные в приданое, супруги купили аптекарский магазин. При магазине был открыт писчебумажный склад; Смирнов имел свою литографию, печатавшую этикетки для напитков и др.
С 1902 года Павел Степанович баллотировался в члены городской управы. В 1910 году выставил свою кандидатуру на выборах городского головы и стал им, обойдя своего ближайшего соперника, служащего управы С. И. Потылицына.

### Городской голова
10 марта 1910 в городской Думе был заслушан доклад Смирнова «Об устройстве в Красноярске водопровода и электрического освещения». Ежегодно с 1895 года в течение 25 лет в Красноярске велись разговоры о водопроводе, об устройстве электричества — 15 лет.
Для осуществления проекта требовалось 733 015 рублей. Министерство финансов разрешило Красноярску выпустить облигации местного 5 % займа на сумму 600 тысяч рублей. Иркутский генерал-губернатор выдал краткосрочный заем — 100 тысяч рублей. Еще 50 тысяч взяли в городской казне. Эти облигации (уже погашенные) в 1918—1919 годах использовались в Красноярске в качестве местных дензнаков.
Вскоре на острове Посадном был построен водозабор, через протоку проложили дюкер. Водопроводчики старались охватить все близлежащие дома у проходившей рядом трассы. По всему Красноярску были установлены водопроводные колонки, из которых горожане брали воду вручную. С 1914 года воду отпускали бесплатно. Однако водопроводом пользоваться могли не все горожане. Для таких людей вода по-прежнему привозилась в бочках по 10 копеек за 100 ведер.
На берегу Енисея, рядом с городским парком, было построено двухэтажное здание электрической станции — с двумя паротурбодинамомашинами, оборудованием и приборами производства германской фирмы «Сименс и Гальске». В апреле 1912 года, в канун Пасхи, улицы Красноярска впервые были освещены электрическим светом (в городе горело 1.622 лампочки). Освещен был даже городской парк.
В сентябре 1913 года Красноярск посетил знаменитый путешественник Фритьоф Нансен. В своем дневнике он записал: «Город, освещенный электричеством, представлял эффектное зрелище с вершины холма, на который мы въехали; вдобавок в степи, у въезда в город, пылали костры и факелы. Когда мы подъехали поближе, то различили при свете костров темную массу народа и арку, украшенную русскими и норвежскими флагами… Пришлось нам выйти и .выслушать приветствия городского головы…» Городская Дума выделила на устройство праздничного обеда в честь Нансена 500 рублей.
К началу 1914 в городе было установлено 2300 ламп, 490 фонарей освещали 22400 погонных саженей.
До первой мировой войны Красноярск имел водопровод и освещение, телефон, ассенизацию; центральная улица города была мощеной. В 1911 году из 1058 городских российских поселений водопроводы имели только 204 города, освещение — 86, телефон — 217, в 117 уездах и 7 губернских городах не было мощеных улиц, ассенизационными обозами могли пользоваться только 395 городов.
К 1918 году Смирнов планировал запустить трамвай, построить канализацию.
30 апреля 1914 года Смирнов был избран городским головой на новый срок -1914-1917 гг. с годовым содержанием в 6000 рублей.
Вскоре после выборов Смирнов заболевает, у него развивается саркома уха. В октябре 1914 года Павел Степанович отправляется в Томск — тогдашний медицинский центр Сибири. Но проведенная там операция не принесла выздоровления, и 2 ноября 1914 Павел Степанович Смирнов умирает.
По воспоминаниям современников, на похороны Смирнова вышел весь Красноярск. На всём пути от железнодорожного вокзала, куда было доставлено в цинковом гробу тело Павла Степановича, до Воскресенского собора, в ограде которого он был похоронен, несмотря на день, было включено электрическое освещение, а столбы с электролампами увивали черные ленты…

## Благотворительность
Смирнов учредил 4 стипендии по 50 рублей для учащихся гимназий, открыл торговую школу, ночлежный приют, организовал библиотеку городской управы.
Софья Ивановна Смирнова вместе с другими дамами города опекала детские приюты.

## Награды и звания
- Коллежский асессор
- Почётный Гражданин Красноярска,
- Орден Святого Станислава III степени.